# Huperzia pseudovaria
Huperzia pseudovaria là một loài thực vật có mạch trong Họ Thạch tùng. Loài này được (Brownlie) Holub mô tả khoa học đầu tiên năm 1991.